# Veronica Roth

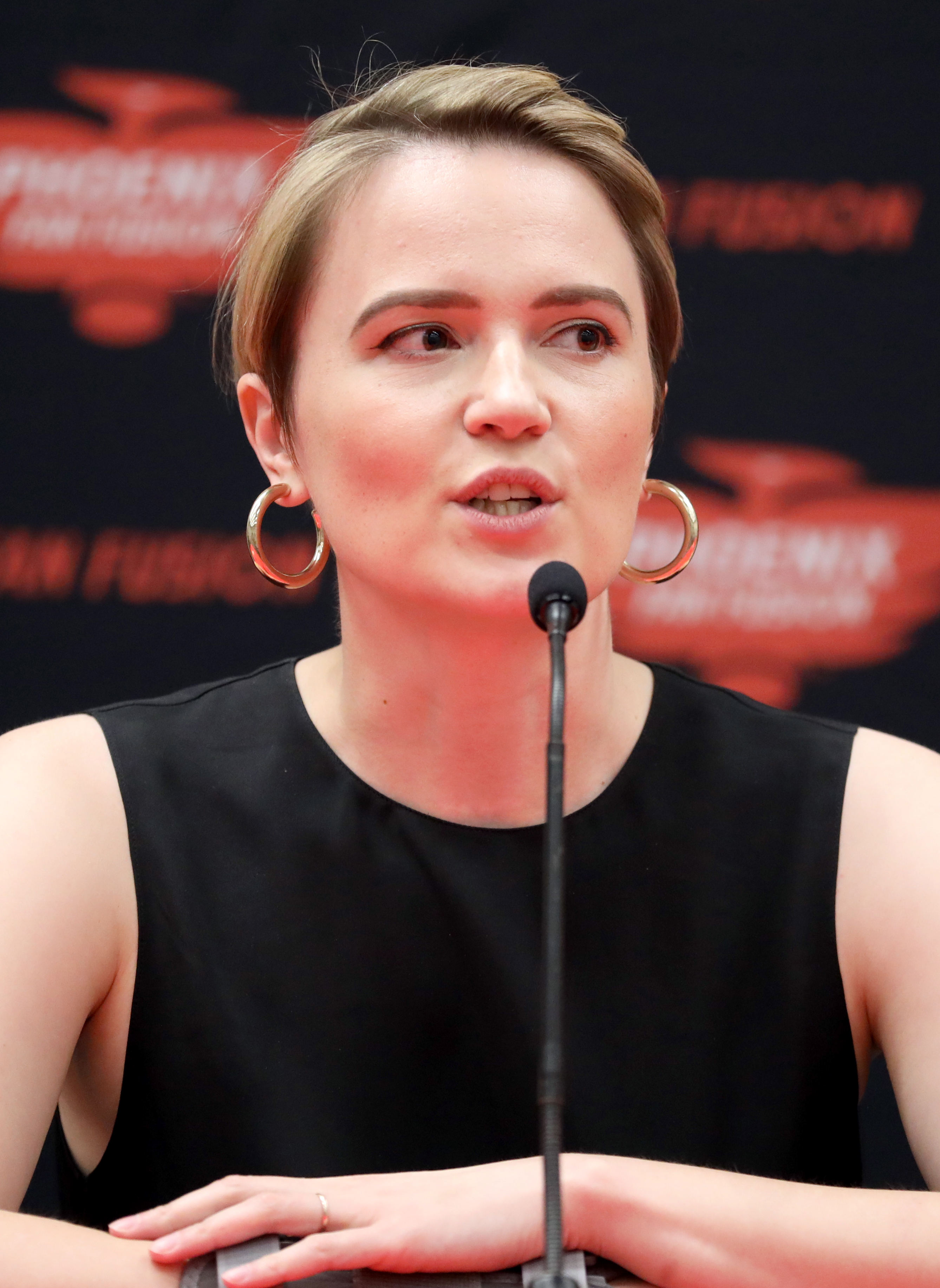
Veronica Roth (2024)

Veronica Roth (* 19. August 1988 in New York City) ist eine US-amerikanische Schriftstellerin.

## Leben
Veronica Roth wuchs in dem Chicagoer Vorort Barrington auf. Ihr Vater ist Deutscher und stammt aus Köln, ihre Mutter ist Polin und von Beruf Malerin. Ihre Eltern ließen sich scheiden, als Roth fünf Jahre alt war. Sie studierte an der Northwestern University Kreatives Schreiben und schloss ihr Studium 2010 ab. Im Alter von 20 Jahren begann sie mit der Arbeit an ihrem ersten Roman, den sie erst aus der Sicht der Figur Tobias schrieb, und legte ihn dann beiseite, um ihn später wieder aufzugreifen. 2011 erschien er unter dem Titel Divergent. Er stand eine Woche auf der Bestsellerliste der New York Times und wurde 2012 unter dem Titel Die Bestimmung in deutscher Sprache veröffentlicht. Im gleichen Jahr erschien der zweite Teil der Reihe, Die Bestimmung – Tödliche Wahrheit (Insurgent). 2013 schloss Roth die Trilogie mit Die Bestimmung – Letzte Entscheidung (Allegiant) ab.
Mit Die Bestimmung – Divergent kam 2014 die Verfilmung des ersten Romans in die Kinos. Die Verfilmung des zweiten Teils lief unter dem Titel Die Bestimmung – Insurgent ab März 2015. Der dritte Teil sollte in zwei Teilen verfilmt werden, von denen der erste Teil Die Bestimmung – Allegiant Teil 1 am 17. März 2016 in den deutschen Kinos startete. Ein zweiter Teil wurde dann nicht gedreht.
2020 erschien mit Die Erwählten – Tödliche Bestimmung (Chosen Ones) Veronica Roths erster Roman für Erwachsene. Im Hörbuch zum englischen Original sprach die Schauspielerin Dakota Fanning die Hauptfigur Sloane Andrews ein. Die Filmrechte erwarb noch vor dem Erscheinen des Buches die Produktionsfirma Picturestart, die auch die Die Bestimmung verfilmte. Veronica Roth soll als Produzentin beteiligt sein. Wie die Bestimmung-Trilogie spielt die Handlung in Chicago.
Im November 2021 gab der Verlag Tor Books bekannt, einen Vertrag mit Veronica Roth über drei Novellen geschlossen zu haben. Die erste, eine Nacherzählung von Antigone, erschien 2023 mit dem Titel Arch-Conspirator.

## Werke
- Die Bestimmung. cbt-Verlag, München 2012, ISBN 978-3-570-16131-9 (Divergent, 2011)
- Die Bestimmung – Tödliche Wahrheit. cbt-Verlag, München 2012, ISBN 3-570-16156-0 (Insurgent, 2012)
- Die Bestimmung – Letzte Entscheidung. cbt-Verlag, München 2014, ISBN 3-570-16157-9 (Allegiant, 2013)
- Die Bestimmung – Fours Geschichte. cbt-Verlag, München 2014, ISBN 978-3-570-16363-4 (Four: A Divergent Story Collection, 2014)
- Rat der Neun – Gezeichnet. cbj-Verlag, München 2019, ISBN 978-3-641-20793-9 (Carve the Mark, 2017)
- Rat der Neun – Gegen das Schicksal. cbj-Verlag, München 2019, ISBN 978-3-570-16503-4 (The Fates Divide, 2018)
- The End and Other Beginnings. Katherine Tegen Books, New York City 2019, ISBN 978-0-06-293757-5.
- Die Erwählten – Tödliche Bestimmung. Penhaligon Verlag, München 2020, ISBN 978-3-7645-3244-4 (Chosen Ones, 2020)
- POSTER GIRL – Wer bist du, wenn dir niemand zusieht?. Penhaligon Verlag, München 2023, ISBN 978-3-7645-3271-0 (Poster Girl, 2022)
- Arch-Conspirator, Tor Books, New York City 2023, ISBN 978-1-250-85546-6.
- When Among Crows. Tor Books, New York City 2024, ISBN 978-1-250-85548-0.

### Kurzgeschichten
- Hearken, 2013
- Ark, 2019
- Armored Ones, 2019
- Inertia 2019
- The Spinners, 2019
- The Transformationist, 2019
- Vim and Vigor, 2019
- Become of Me, 2021